# Divisione di Purnia
Purnia è una divisione dello stato federato indiano di Bihar, e ha come capoluogo Purnia.
La divisione di Purnia comprende i distretti di Purnia, Katihar, Araria e Kishanganj.